# Idioma protonórdico
El protonórdico (también denominado escandinavo antiguo, germánico protonórdico y nórdico primitivo) fue una lengua indoeuropea hablada en Escandinavia que se cree que evolucionó a partir del protogermánico durante los primeros siglos antes a. D. Se trata de la primera etapa específica de la lengua germánica septentrional, y la lengua de las antiguas inscripciones escandinavas escritas en futhark antiguo, hablada entre el siglo III y el siglo VII aproximadamente (correspondiéndose con el final de la Edad del Hierro romana y los comienzos de la Edad del Hierro germánica). Se fraccionó en los dialectos del nórdico antiguo a comienzos de la época vikinga.

## Fonología

### Acento
El acento caía en la primera sílaba. Se ha propuesto que el protonórdico además tendría acento tonal heredado del protoindoeuropeo  y que habría derivado en los acentos tonales del sueco y el noruego modernos. Una reciente teoría propone que todas las sílabas largas y las sílabas cortas de forma alternada recibirían acento tonal. Otros lingüistas piensan que las primeras distinciones tonales no aparecieron hasta el periodo del nórdico antiguo.

### Vocales
La característica distintiva del sistema vocálico del protonórdico es la ausencia de simetría entre vocales cortas y largas:
|          | cortas  | cortas    | cortas   | largas  | largas    | largas |
| anterior | central | posterior | anterior | central | posterior |        |
| -------- | ------- | --------- | -------- | ------- | --------- | ------ |
| cerradas | i       |           | u        | ī [iː]  |           | ū [uː] |
| medias   | e       |           |          |         |           | ō [oː] |
| abiertas |         | a         | a        |         | ā [aː]    | ō [oː] |

De hecho la lengua puede analizarse fonológicamente admitiendo dos niveles de abertura contrastantes y tres posiciones (anterior, central, posterior):
|                  | cortas  | cortas    | cortas   | largas  | largas    | largas |
| anterior         | central | posterior | anterior | central | posterior |        |
| ---------------- | ------- | --------- | -------- | ------- | --------- | ------ |
| abertura pequeña | /i/     |           | /u/      | /ī/     |           | /ū/    |
| abertura grande  | /e/     | /a/       | /a/      | /ī/     | /ā/       | /ō/    |

Obviamente dicha asimetría es el resultado de diversas confusiones fonéticas pIE /*a, *o/ > pNord /a/,  pIE /*ē, *ī/ > pNord /ī/, por lo que el sistema pasó de ser un sistema originalmente simétrico a uno asimétrico. Los diptongos posibles en el protonórdico quedaron como:
ei [eɪ]
ai [aɪ]
eu [eʊ]
au [aʊ]

### Consonantes
Oclusivas
El protonórdico poseía seis consonantes oclusivas al igual que el nórdico antiguo. Cuando una de las consonantes oclusivas sordas estaba entre dos vocales se volvía fricativa.
- p [p]
- t [t]
- k [k]
- b [b] entre vocales [β]
- d [d] entre vocales [ð]
- g [ɡ] entre vocales [ɣ]

Fricativas
- f [f]
- þ [θ]
- h [x]
- s [s]
- z [z], en los estados finales posiblemente pasó a pronunciarse como una r retroflexiva. (Tradicionalmente este cambio se transcribe de las inscripciones con el signo ʀ, U+280.)

Nasales
- n [n]
- m [m]

Semivocales
- j [j]
- w [w]

Líquidas
- l [l]
- r [r]
- ʀ - véase fricativas z.

## Alfabeto
Usava una variante de Futhark antiguo e esta es la versión.
| Runa | CCS | Transliteración | AFI        | Nombre protonórdico | Traducción                                          |
| ---- | --- | --------------- | ---------- | ------------------- | --------------------------------------------------- |
|      | ᚠ   | f               | /f/        | fehʀ                | "dinero"                                            |
|      | ᚢ   | u               | /uː/       | ūruʀ                | ''uro" (bóvido extinto similar al toro)/ ''luvia''? |
| th,þ | ᚦ   | þ               | /θ/, /ð/   | *þúrsaʀ             | "gigante"                                           |
|      | ᚨ   | a               | /aː/       | ónssʀ               | ''dios, deidad''                                    |
|      | ᚱ   | r               | /r/        | ridō                | "cabalgata, viaje, paseo"                           |
|      | ᚲ   | k               | /k/        | kíʀn                | ''hervir?/"resina para antorcha"?                   |
|      | ᚷ   | g               | /g/        | gebō                | "regalo"                                            |
|      | ᚹ   | w               | /w/        | wunjō               | "alegría, deleite, placer"                          |
|      | ᚻ   | h               | /x/        | háglaʀ              | "granizo"                                           |
|      | ᚾ   | n               | /n/        | náudʀ               | "necesidad, problema, angustia"                     |
|      | ᛁ   | i               | /iː/       | ísʀ                 | "hielo"                                             |
|      | ᛃ   | j               | /j/        | jērą                | "año"                                               |
| ï,ei | ᛇ   | ï               | /ɨː/, /æː/ | æhaʀ                | "tejo"                                              |
|      | ᛈ   | p               | /p/        | perþō?              | traducción incierta/ ''azar''?/ ''árbol peral''?    |
|      | ᛉ   | ʀ               | /ɻ/        | algiʀ               | "alce"                                              |
|      | ᛊ   | s               | /s/        | sōwilō              | "sol"                                               |
|      | ᛏ   | t               | /t/        | tīwaʀ               | "dios, deidad"/ ''dios Tīwaz, Týr, Marte''          |
|      | ᛒ   | b               | /b/        | "birką              |                                                     |
|      | ᛖ   | e               | /eː/       | ehuʀ                | "caballo"                                           |
|      | ᛗ   | m               | /m/        | mannʀ               | "hombre, persona"                                   |
|      | ᛚ   | l               | /l/        | laguʀ               | "agua, lago, mar"/ ''puerro''?                      |
|      | ᛜ   | ŋ               | /ŋ/        | inguʀ               | "dios Ingwaz, Ing, Yngvi-Freyr"                     |
|      | ᛟ   | o               | /oː/       | ōþaĮ                | "tierra natal, tierra propia, herencia"             |
|      | ᛞ   | d               | /d/        | dagʀ                | "día"                                               |

### Inscripciones rúnicas

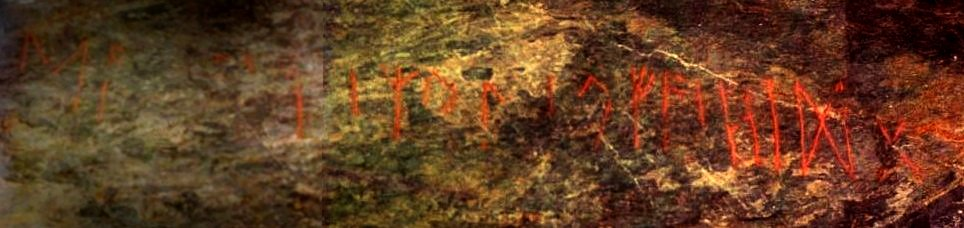
Inscripción de la piedra de Einang (alrededor del 400).

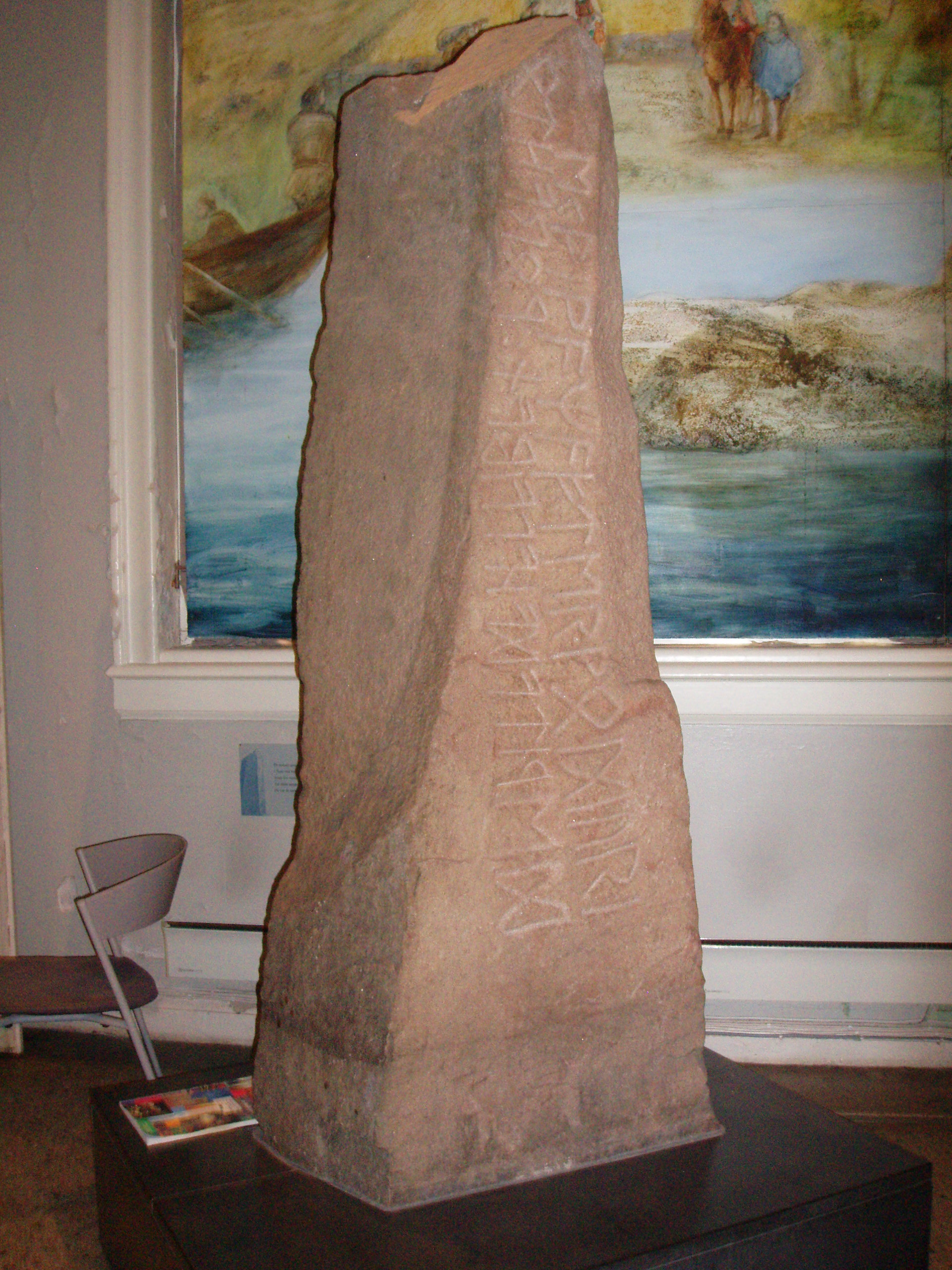
Piedra de Tune, con inscripción en protonórdico.